# The Red Sea Diving Resort
The Red Sea Diving Resort es una película de 2019 dirigida por Gideon Raff y protagonizada por Chris Evans, Michael Kenneth Williams, Haley Bennett, Alessandro Nivola, Michiel Huisman, Chris Chalk, Greg Kinnear y Ben Kingsley. El 31 de julio de 2019 fue agregada al catálogo de Netflix.

## Sinopsis
Basada en la Operación Hermanos, un suceso de la vida real, la película relata la historia de Ari Levinson  y su grupo, encargados de rescatar a una gran cantidad de judíos etíopes por la costa de Sudán en 1984.

## Reparto
- Chris Evans es Ari Levinson.
- Michael K. Williams es Kebede Bimro.
- Haley Bennett es Rachel Reiter.
- Michiel Huisman es Jacob 'Jake' Wolf.
- Alessandro Nivola es Sammy Navon.
- Greg Kinnear es Walton Bowen.
- Ben Kingsley es Ethan Levin.
- Alex Hassell es Max Rose.
- Mark Ivanir es Barack Isaacs.
- Chris Chalk es Abdel Ahmed.
- Alona Tal es Sarah Levinson.

## Los Beta Israel
Las comunidades de judíos que han residido en Etiopía a lo largo de la historia se han concentrado en el centro-norte del país, en la cadena montañosa de Simien, que ocupa el norte de Etiopía y en las zonas meridionales de las provincias de Tigray y Wollo, situadas también al norte del país . Estas comunidades judías emigraron entre 1977 y 1992 hacia Israel acogiéndose a la Ley de Retorno. 
Beta Israel ("Casa de Israel") es el término con el que se designa a los judíos de Etiopía, elegido precisamente por éstos para distinguirse de los cristianos etíopes que también se denominan con el término en idioma amárico "falasha" (exiliado). Existen referencias a los judíos de África en el Tanaj. 
Debido al poder de la Iglesia Ortodoxa etíope, aquellos que tuvieran otras creencias o que profesasen otra religión eran considerados sospechosos en Etiopía . Además, no se dedicaban al comercio, sino que iban a mercados locales y practicaban labores manuales y no la artesanía y el comercio, que eran las actividades que se consideraban motores para el despegue de Etiopía. Son  los judíos de la región de Gondar los que predominan en Etiopía por “ser más numerosos y estar mejor educados”. No obstante, existen otros grupos como los de Tigray y los de Amhara (han estado enfrentados). Con todo, estas comunidades de judíos no han estado exentas de sufrir los estragos de la Revolución de 1974. Además de verse afectados por las sequías, cólera, hambrunas que se hacían más agudas desde 1973 y guerras civiles en el país durante esta etapa del gobierno del país en la que el Derg tomó el poder dirigido por el coronel Haile Mariam Mengistu, que se nombraría presidente de gobierno hasta su caída en el año 1991. Así, tras instaurarse en Etiopía la doctrina marxista-leninista, un elevado número de etíopes se vio obligado a emigrar a países extranjeros, alrededor de 3 millones y medio. En estas migraciones se encuadran también las de los Beta Israel, ya que a pesar de haber sido ya antes perseguidos por constituir una minoría, las nuevas medidas y condiciones del régimen acrecentaron el malestar de los Beta Israel en el país. Sin embargo, las migraciones de los Beta Israel se caracterizaron porque serían recibidos en un país determinado: Israel. Primero, pudieron dirigirse hasta allí de manera directa, más tarde, debieron de hacerlo de manera indirecta pasando por otros países antes (Sudán).

## Operaciones de Traslado de los Beta Israel
Operación Moisés: se prolongó durante seis semanas desde el 18 de noviembre de 1984. En enero de 1985 se había trasladado a Israel a 9.000 judíos, aunque otras fuentes estiman esta cifra en 8.000.
Operación Salomón: pasados estos cinco años, en 1990, Israel y Etiopía pactan el traslado de judíos a Israel. La situación había cambiado, ya que en el año 1991 la Unión Soviética se desintegra y el régimen de Mengistu comienza a decaer.
Operación Alas de Paloma: la operación fue aprobada en diciembre de 2010 por el Primer  Ministro de Israel, Benjamin Netanyahu que evacuó a los "falash mura" de Etiopía, que no obstante, son cristianos, pero se consideran descendientes de los judíos.